# Jesse Joronen
Jesse Pekka Joronen (ur. 21 marca 1993 w Rautjärvi) – fiński piłkarz grający na pozycji bramkarza w Venezii.

## Kariera klubowa
Joronen rozpoczął karierę w 2006 w Simpeleen Urheilijat. W kwietniu 2009 był testowany przez Fulham F.C., a w sierpniu tegoż roku przebywał na testach w Liverpool F.C. Oba kluby chciały podpisać kontrakt z zawodnikiem, który kilka dni po zakończeniu testów w Liverpoolu wybrał Fulham, z którym związał się trzyletnią umową. W październiku 2012 został wypożyczony do Maidenhead United. W lutym 2013 został wypożyczony na miesiąc do Cambridge United, a w maju tegoż roku na trzy miesiące do FC Lahti. W październiku 2014 został wypożyczony do Accrington Stanley na miesiąc. W sierpniu 2015 trafił na półroczne wypożyczenie do Stevenage F.C.. 17 października 2015 w 10. minucie wygranego 2:1 meczu z Wycombe Wanderers strzelił gola na 1:0. 10 stycznia 2016 po zakończeniu wypożyczenia wrócił do Fulham. W lipcu 2017 podpisał dwuletni kontrakt z AC Horsens. W grudniu 2017 podpisał pięcioletni kontrakt z FC København obowiązujący od 1 lipca 2018. W lipcu 2019 podpisał trzyletni kontrakt z Brescia Calcio.

## Kariera reprezentacyjna
W reprezentacji Finlandii zadebiutował 23 stycznia 2013 w meczu Pucharu Króla z Tajlandią.